# Ophiothela vincula
Ophiothela vincula är en ormstjärneart som beskrevs av Ole Theodor Jensen Mortensen 1913. Ophiothela vincula ingår i släktet Ophiothela och familjen Ophiothrichidae. Inga underarter finns listade i Catalogue of Life.